# Eudule halia
Eudule halia är en fjärilsart som beskrevs av Druce 1885. Eudule halia ingår i släktet Eudule och familjen mätare. Inga underarter finns listade i Catalogue of Life.